# Julien Ramizason
Julien Ramizason, 19 décembre 1923 à Port-Bergé (Madagascar), est un homme politique français. 

## Biographie
Julien Ramizason est un administrateur civil et député à l'Assemblée nationale malgache. Il est sénateur de la Communauté (Majunga) du 17 mai 1959 au 16 mars 1961 (Groupe de la Démocratie socialiste de la Communauté) et siège à la commission des transports et télécommunications
À partir du 31 juillet 1959, Julien Ramizason est membre de l'Assemblée parlementaire européenne. Le 8 mars 1961, il est nommé à la commission pour la coopération entre les pays en voie de développement.